# 2:37
«2:37» (англ. 2:37) — полнометражный австралийский фильм, снятый режиссёром Мулари К. Теллури.

## Сюжет
Современная драма, рассказывающая сложную историю 6 школьников, чья жизнь сильно переплетается. У всех шести учеников есть свои личные проблемы и цели. История происходит в обычный школьный день. Точно в 2:37 происходит трагическое самоубийство одного ученика, затрагивающее жизнь группы обучающихся и их учителей. По мере раскрытия истории раскрываются отдельные истории шести подростков, каждая из которых имеет большое значение в судьбе самоубийцы.

## В ролях
| Актёр          | Роль         |
| -------------- | ------------ |
| Тереза Палмер  | Мелоди       |
| Фрэнк Свит     | Маркус       |
| Марни Спиллэйн | Сара         |
| Гэри Свит      | мистер Дарси |
| Ксавьер Сэмюел | Тео          |